# Kwagh-hir

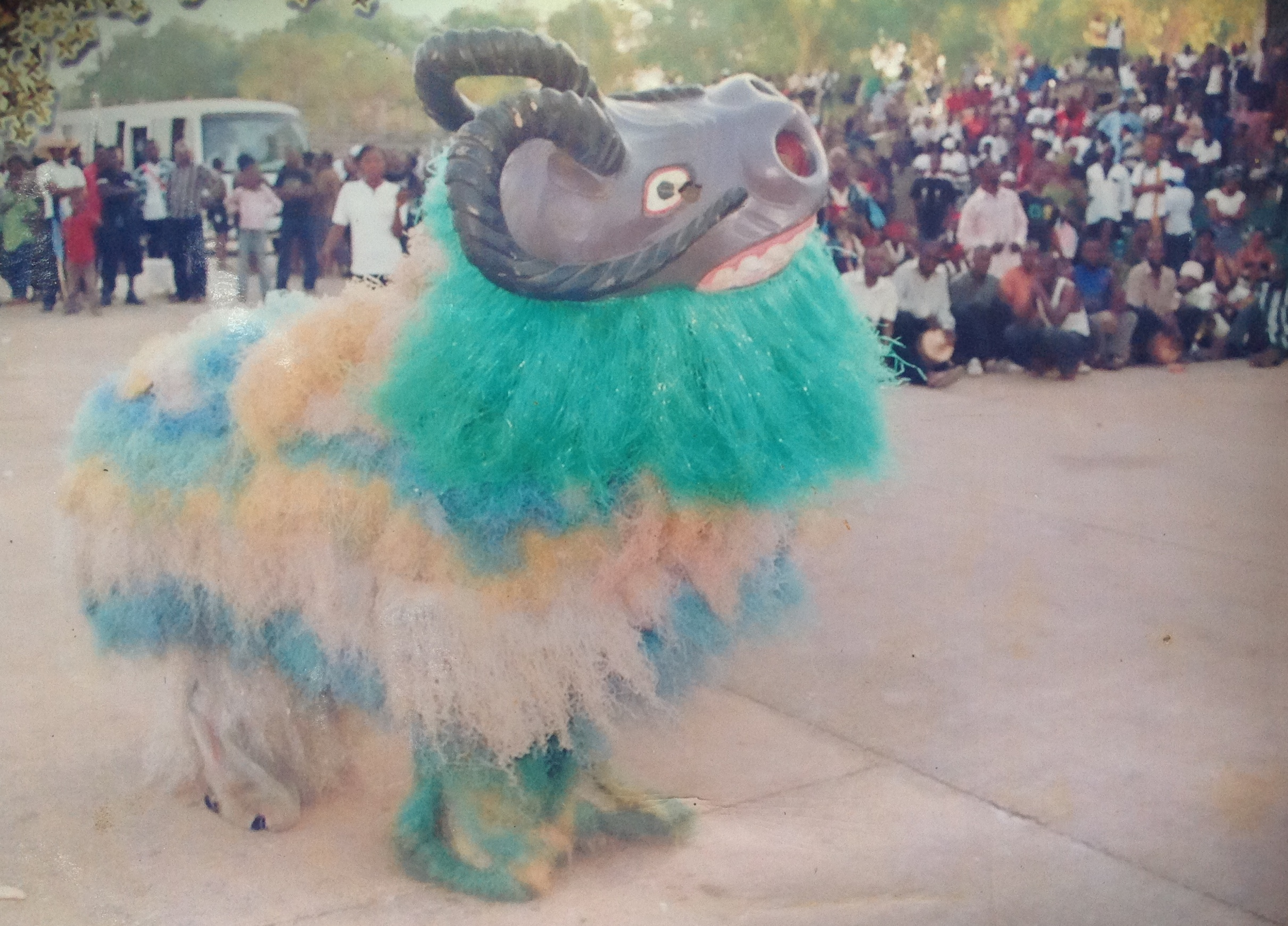
Personnage animé de kwagh-hir

Le kwagh-hir désigne un art du spectacle du Nigéria. Pratiqué par le groupe ethnique Tiv, il possède un répertoire d'environ 400 pièces. En 2019, il est inscrit par l'UNESCO sur la liste représentative du patrimoine culturel immatériel de l'humanité.

## Pratique
Le kwagh-hir est un théâtre de marionnettes, qualifié de théâtre total par la description officielle de l'UNESCO. Art des marionnettes, mascarade, poésie, musique, danse et récits animés constituent ainsi le spectacle. Il découle de la tradition orale du kwagh-alom chez le peuple Tiv : des conteurs se produisent devant des paysans après leur journée de travail à la tombée de la nuit. Les mises en scènes de ces récits aboutissent progressivement à ce type de théâtre.
Dans la société Tiv, un village voulant créer une troupe de kwagh-hir engage un sculpteur qui réside sur place pendant plusieurs mois ou plusieurs années. En plus de percevoir de l'argent, il reçoit une maison neuve et un champ où travaillent des ouvriers agricoles. Le kwagh-hir se décline selon plusieurs types : les figurines d'akombo, mot désignant les ancêtres et leur culte, sont employées de façon religieuse. Dans les années 1960, un autre courant, lié à l'Indépendance, se fonde sur la satire sociale et une conscience politique. Quatre cent pièces de théâtre environ composent le répertoire.

### Exemples d'éléments récurrents
Il existe plusieurs marionnettes récurrentes : Igedde, une marionnette représentant un homme atteint de l'éléphantiasis du scrotum dont la danse suscite le rire du public. Cette moquerie vise le groupe ethnique des Igede, en rivalité avec les Tiv pour des raisons territoriales. Le lutteur, Kunya, le babouin-devin, Abogon-Kya, une femme qui moud du grain, Ioravaa, un paradis terrestre, Swem Karagbe, sont des éléments récurrents. D'autres sont empreints d'une valeur satirique : Alosho (jeunes hommes travaillant pour des partis politiques, représentés comme des gens paresseux qui séduisent des femmes mariées), Ta Itiuogh Kwar Tar (jeunes hommes irresponsables et belliqueux), Anum Ior (deux soldats décapitant un voleur).

## Préservation
De nos jours, 200 troupes (comptant chacune de 60 à 100 membres) sont actives. C'est pendant la saison sèche (joyeuse chez les Tiv) que les spectacles sont les plus nombreux. En 2019, Le kwagh-hir, représentation théâtrale intègre la liste représentative du patrimoine culturel immatériel de l'humanité. Dans son descriptif officiel, l'UNESCO qualifie cet art de culturellement édifiant, ajoutant que la jeune génération peut s'identifier et que c'est un spectacle social pouvant donner des leçons de morale.